# Русса
Русса или Русца  — река в России, протекает по территории Тверской и Московской областей. Устье реки находится в 23 км от устья Лоби по левому берегу. Длина реки составляет 62 км, площадь водосборного бассейна — 316 км². Левый приток — река Льгоща.
По данным Государственного водного реестра России, относится к Верхневолжскому бассейновому округу. Речной бассейн — (Верхняя) Волга до Куйбышевского водохранилища (без бассейна Оки), речной подбассейн — бассейны притоков (Верхней) Волги до Рыбинского водохранилища, водохозяйственный участок — Волга от города Твери до Иваньковского гидроузла (Иваньковское водохранилище).